# Piotr Konieczka (chemik)
Piotr Konieczka (ur. 30 lipca 1965 w Strzelnie) – polski chemik specjalizujący się w chemii analitycznej, a zwłaszcza w analizie śladów i analizie zanieczyszczeń środowiska oraz metrologii chemicznej. Profesor zwyczajny i kierownik  Katedry Chemii Analitycznej Politechniki Gdańskiej.

## Życiorys
W roku 1989 ukończył studia chemiczne na Wydziale Chemicznym PG. W roku 1994 obronił rozprawę doktorską pt.  „Nowa metoda sporządzania gazowych mieszanin wzorcowych", której promotorem był prof. Jacek Namieśnik. W latach 2000–2002 odbył dwuletni staż naukowy w Instytucie Materiałów Odniesienia i Pomiarów (IRMM) w Geel w Belgiią. W 2008, na podstawie rozprawy „Jakość wyników pomiarów analitycznych – problemy i wyzwania”, otrzymał stopień doktora habilitowanego nauk chemicznych w zakresie chemii, specjalność: chemia analityczna, a w 2014 uzyskał tytuł profesora nauk chemicznych. Jest zatrudniony na tym Wydziale na stanowisku profesora zwyczajnego. 
Jego zainteresowania naukowe skupiają się na analityce środowiska, analizie śladowej, w szczególności analizie zawartości metali ciężkich metodami spektroskopowymi oraz statystyce i metrologii chemicznej, a także kontroli i zapewnieniu jakości wyników analiz chemicznych.

## Odznaczenia
- Brązowy Krzyż Zasługi (2004)[6]